# NGC 1977
NGC 1977 је расејано звездано јато у сазвежђу Орион које се налази на NGC листи објеката дубоког неба.
Деклинација објекта је - 4° 49' 15" а ректасцензија 5h 35m 18,0s. Привидна величина (магнитуда) објекта NGC 1977 износи 9,0. NGC 1977 је још познат и под ознакама OCL 525.1.